# Бутинцы
Бутинцы (пол. Bytyńcy) — западнославянское племя из группы полабских племен.
Входило в ободритский племенной союз. Жило на восточном берегу нижнего течения Лабы. На Севере их соседями были глиняне, на Юге — смолинцы. Впервые в исторических источниках упоминаются в 811 в контексте походов Карла Великого. В последний раз упоминаются Баварским географом в IX веке. Исчезновение племенного названия в IX веке обычно интерпретируется как утрата независимости. Скорее всего, племя было поглощено вместе со смолинцами глинянами.